# Iron Brigade

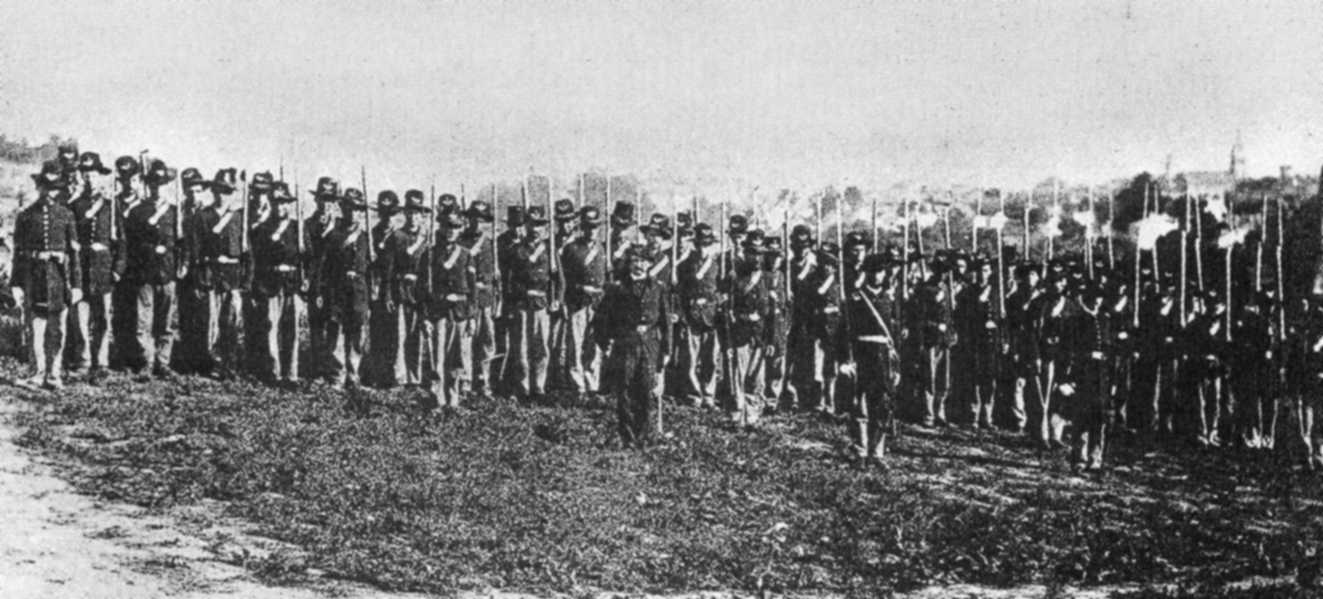
Soldaten des 7. Wisconsin, 1862. Gut zu sehen sind die charakteristischen schwarzen Hüte der Brigade

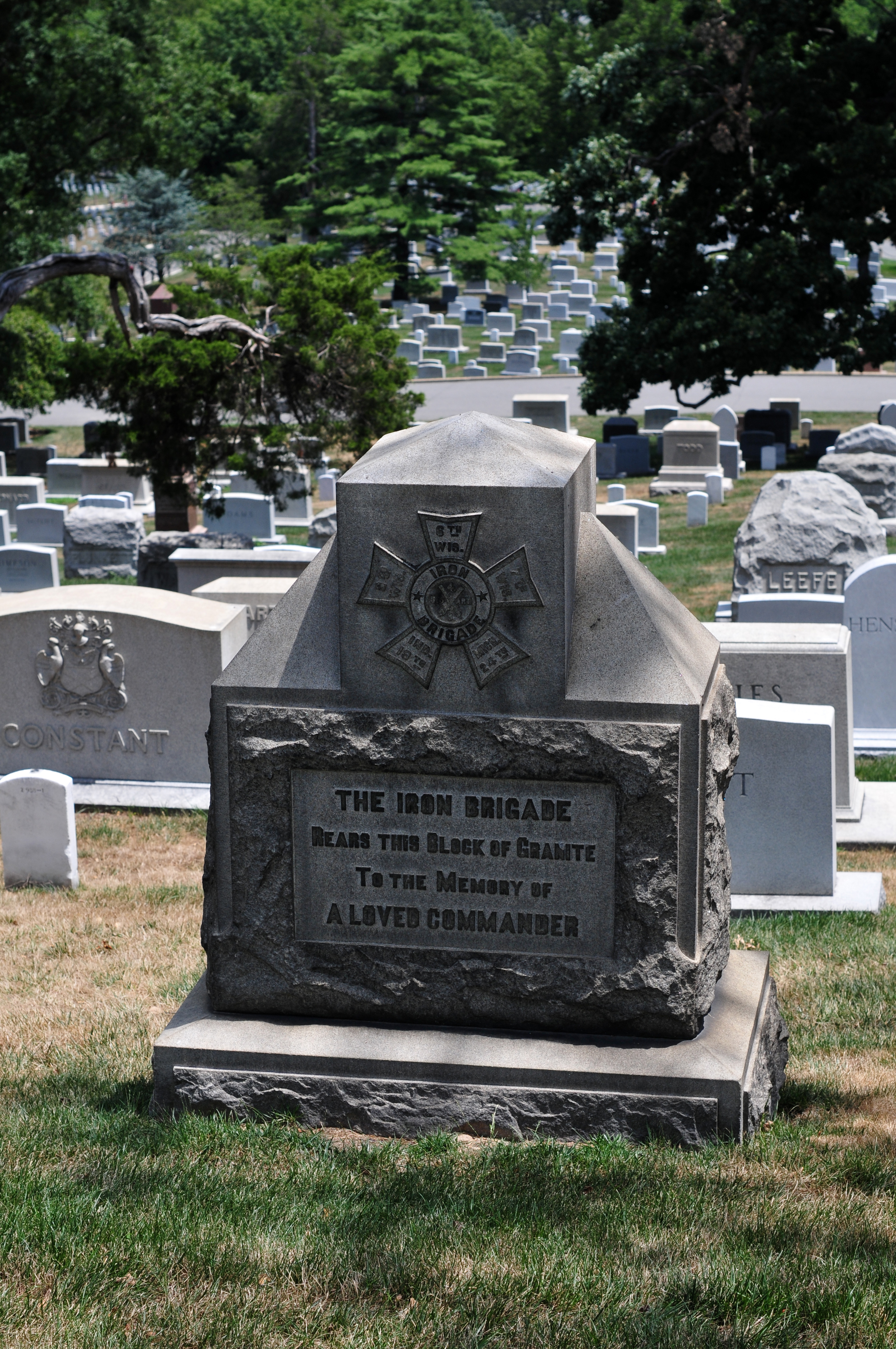
Denkmal auf dem Friedhof Arlington

Die Iron-Brigade, auch genannt The Black Hats, war während des Amerikanischen Bürgerkrieges ein Großverband im I. Korps der Potomac-Armee der Union. Ihre Soldaten kamen zum größten Teil aus dem Mittleren Westen der USA (Wisconsin, Indiana und Michigan).

## Geschichte
Folgende Regimenter waren Teil der Iron Brigade:
- 2. Wisconsin Infanterieregiment
- 6. Wisconsin Infanterieregiment
- 7. Wisconsin Infanterieregiment
- 19. Indiana Infanterieregiment
- 24. Michigan Infanterieregiment

Die ersten Regimenter wurden im Juni/Juli 1861 in den entsprechenden Staaten aufgestellt und schnell ins Kampfgebiet im Osten (Virginia, Maryland, Pennsylvania) transportiert. Bis auf das 2. Wisconsin Infanterieregiment, das zu dieser Zeit noch graue Uniformen trug, trafen die Verbände aber nicht mehr rechtzeitig ein, um in der ersten Schlacht von Manassas kämpfen zu können.
Die Iron Brigade wurde nach Bull Run aus dem 2. Wisconsin, 6. Wisconsin und 7. Wisconsin Infanterieregiment sowie dem 19. Indiana Infanterieregiment  aufgestellt. Das 24. Michigan Infanterieregiment stieß erst im August 1862, nach der zweiten Schlacht von Manassas zur Brigade hinzu, um die geschwächten Einheiten zu verstärken.
Ihren Spitznamen trug sie seit der Schlacht am South Mountain im September 1862. Angeblich hatte der Oberbefehlshaber der Potomac-Armee George B. McClellan über die dort gegen eine große Übermacht bestehenden Männer gesagt: „they must be made of iron“.
Die Iron-Brigade nahm an allen wichtigen Schlachten im Osten teil, von der zweiten Schlacht von Manassas über die Schlachten am Antietam und bei Fredericksburg bis zu den Schlachten bei Chancellorsville und Gettysburg und der Belagerung von Petersburg.
Das Markenzeichen der Iron-Brigade waren schwarze Hüte (die sogenannten „Hardee-Hüte“), deren linke Krempe hochgeklappt war, weswegen die Brigade auch „Black Hats“ (Schwarz-Hüte) hieß.